# Вилијам Р. Поуг
Вилијам Рид "Бил" Поуг (енгл. William Reid "Bill" Pogue; Окемах, 23. јануар 1930 — Коко Бич, 3. март 2014) био је амерички пилот и астронаут. Изабран је за астронаута 1966. године.

## Биографија
Пре него што је изабран за астронаута, летео је као борбени пилот у 43 борбене мисије током Корејског рата у Америчком ратном ваздухопловству, којем се придружио по завршетку факултета 1951. Након рата, две године (1955—1957) је провео у акро-групи Thunderbirds. Био је и асистент на Ваздухопловној академији САД од 1960. до 1963. године, да би по задатку био послат на двогодишњу размену са Краљевским ратним ваздухопловством у Енглеску, где је завршио тамошњу елитну школу за пробне пилоте, а потом био и инструктор. Као таквог га је сачекала селекција НАСА.
У свемир је полетео једном, као пилот Скајлаба 4. Ова мисија је ушла у историју и као прва на којој је отпочет штрајк у свемиру, када су тројица астронаута прекинули контакт са Контролом мисије у Хјустону, због сувише густог распореда, и препустили се одмарању и чарима боравка у свемиру. Провео је до тада рекордна 84 дана у свемиру. Убрзо након лета се пензионисао. Ипак, пре него што је одређен за боравак на Скајлабу, био је предвиђен као пилот командног модула за лет Апола 19 на Месец (командант на Скајлабу Џералд Кар требало је на истој мисији да буде пилот лунарног модула и као такав слети на Месечеву површину, уз Фреда Хејза као команданта мисије), али је ова мисија отказана 1970. године. Такође је био члан помоћних посада за мисије Аполо 7, Аполо 11 и Аполо 14.
Током каријере је забележио 7.200 часова лета, од тога 4.200 на млазњацима.
По завршетку средње школе 1947. године, током које се заинтересовао за авијацију, пошао је на студије на Баптистички универзитет Оклахоме, дипломиравши педагогију 1951. године, док је на Државном универзитету Оклахоме магистрирао математику 1960. године. У младости Поуг је био члан Младих извиђача САД и имао је чин Second Class Scout.
Ваздухопловство и НАСА-у је напустио 1. септембра 1975. године у чину пуковника и постао консултант, бавио се и ауторским радом, а налазио се и на месту потпредседника фондације High Flight Foundation, колеге астронаута Џима Ирвина. Члан је неколико кућа славних и носилац бројних друштвених признања, цивилних и војних одликовања.
Поуг, који води порекло од Чокто Индијанаца, преминуо је у 84. години, 3. марта 2014. Иза себе је оставио трећу супругу, троје деце из првог брака и четворо пасторчади из другог. Дана 25. јуна 2019. године његов пепео лансиран је у орбиту на ракети-носачу Фалкон Хеви.

## Галерија
- Поуг и колега Џек Свајгерт (лево), 1969. године
- Поуг пред лет Скајлаба 4, 1973. године
- Посада Скајлаба 4 током лета, 1973. године
- Поуг (окренут наглавачке) и колега Џери Кар током мисије, 1974. године
- Поуг при извлачењу капсуле након слетања, 1974. године
- Потпис Вилијама Поуга